# نمر الكشفية (جمعية كشافة كوريا)
نمر الكشفية (بالكورية: 범 스카우트) هي أعلى رتبة أو جائزة كشفية أو مشروع الكشفي يمكن الحصول عليها في جمعية كشافة كوريا.
جمعية نمر الكشفية الكورية هي منظمة للأعضاء الذين حققوا جائزة نمر الكشفية.